# Les Perques
Les Perques foi uma comuna francesa na região administrativa da Normandia, no departamento Mancha. Estendia-se por uma área de 4,86 km². Em 2010 a comuna tinha 161 habitantes (densidade: 33,1 hab./km²).
Em 1 de janeiro de 2016, passou a formar parte da nova comuna de Bricquebec-en-Cotentin.